# Farkas Gyula (labdarúgó)
Farkas Gyula (Petrozsény, 1923. szeptember 8. – 1984. május 9.) magyar nemzetiségű román válogatott labdarúgó, csatár, edző.

## Pályafutása

### A válogatottban
1945 és 1949 között kilenc alkalommal szerepelt a román válogatottban és hat gólt szerzett. Hétszeres B-válogatott.

### Edzőként
B- és C-ligás csapatoknál dolgozott vezetőedzőként.

## Sikerei, díjai
- Magyar bajnokság
  - 3.: 1942–43, 1943–44
- Magyar kupa
  - győztes: 1943
  - döntős: 1944
- Román bajnokság
  - 2.: 1946–47

## Statisztika

### Mérkőzései a román válogatottban
| #  | Dátum                | Ellenfél      | Eredmény | Kiírás              | Esemény            |
| -- | -------------------- | ------------- | -------- | ------------------- | ------------------ |
| 1. | 1945. szeptember 30. | Magyarország  | 2 – 7    | barátságos mérkőzés | 46'                |
| 2. | 1947. május 25.      | Albánia       | 4 – 0    | Balkán-bajnokság    | 29' 69' 79'        |
| 3. | 1947. június 22.     | Jugoszlávia   | 1 – 3    | Balkán-bajnokság    | 42'                |
| 4. | 1947. július 6.      | Bulgária      | 3 – 2    | Balkán-bajnokság    |                    |
| 5. | 1947. július 19.     | Lengyelország | 2 – 1    | barátságos mérkőzés |                    |
| 6. | 1947. október 12.    | Magyarország  | 0 – 3    | Balkán-bajnokság    | 46'                |
| 7. | 1948. június 20.     | Bulgária      | 3 – 2    | Balkán-bajnokság    | 22' 71 (11-esből)' |
| 8. | 1948. július 4.      | Csehszlovákia | 2 – 1    | Balkán-bajnokság    |                    |
| 9. | 1949. október 23.    | Albánia       | 1 – 1    | barátságos mérkőzés | 46'                |